# Truly: The Love Songs
Truly: The Love Songs é a segunda coletânea musical do cantor estadunidense Lionel Richie, lançada em 1997.

## Faixas
1. "Hello"
2. "Penny Lover"
3. "Three Times A Lady"
4. "Just To Be Close To You"
5. "Still"
6. "Sail On"
7. "Easy"
8. "Endless Love" (com Diana Ross)
9. "Truly"
10. "Love Will Conquer All"
11. "Say You, Say Me"
12. "Do It to Me"
13. "Sweet Love"
14. "Stuck On You"

Versão internacional
1. "My Destiny"
2. "Endless Love" (com Diana Ross)
3. "Three Times A Lady"
4. "Don't Wanna Lose You"
5. "Hello"
6. "Sail On"
7. "Easy"
8. "Say You, Say Me"
9. "Do It To Me"
10. "Penny Lover"
11. "Truly"
12. "Still"
13. "Love Will Conquer All"
14. "Sweet Love"
15. "Ballerina Girl"
16. "Still In Love"
17. "Oh No"
18. "Just To Be Close To You"
19. "Stuck On You"